# Montdragon
Montdragon é uma comuna francesa na região administrativa da Occitânia, no departamento de Tarn. Estende-se por uma área de 12.19 km², e possui 626 habitantes, segundo o censo de 2018, com uma densidade de 51 hab/km².